# Opunt
|  | Per a altres significats, vegeu «Opunt (mitologia)». |

Opunt (grec antic: Ὀποῦς, Opoûs; en la forma no contreta, Ὀπόεις, Opóeis) era una ciutat de la Lòcrida Opúncia, capital dels locris opuntis. Era pròxima a la riba del golf d'Opúncia (a uns 15 estadis, 3 km).
Es deia que era una de les ciutats més antigues de Grècia i la seva fundació mitològica és atribuïda a Opunt, fill de Locros i Protogènia i se suposa que a la seva rodalia van residir Deucalió i Pirra. Hi va néixer Patrocle. Homer la descriu com una de les ciutats subjectes a Àiax el Petit fill d'Oileu.
Durant l'època històrica era la capital dels locris orientals, després opuntis. Ni Heròdot, ni Tucídides ni Polibi distingeixen entre les dues tribus dels locris. Estrabó la descriu per error com capital dels locris epicnemidis i Plini el Vell el segueix.
Els opuntis es van unir a Leònides a les Termòpiles i van enviar set vaixells a la flota grega a la batalla d'Artemísion. Però posteriorment van ser enemics d'Atenes. Després de la batalla d'Enòfita l'any 456 aC que va donar a Atenes el domini de Beòcia, la ciutat va caure en mans dels atenencs que es van emportar 100 ostatges entre els personatges més rics de la ciutat.
Durant la guerra del Peloponès hi hagué ciutadans d'Opunt que es passaren a la pirateria i van molestar el comerç atenès, i Atenes va fortificar l'illa d'Atalanta, a la costa d'Opúntia. A la guerra entre Antígon i Cassandre, Opunt va estar al costat de Cassandre, i Ptolemeu, general d'Antígon, la va assetjar.
Podria correspondre a la moderna Tálanda o més probablement a Kardenitza, on queden algunes restes.